# Ellenállás (áramköri alkatrész)

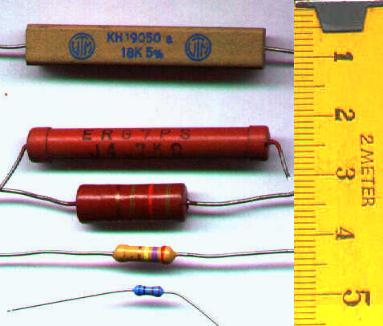
Ellenállások

Az ellenállás az elektronikai alkatrészek egyik fontos fajtája. Feladata, hogy megfelelő mértékű elektromos ellenállást biztosítson egy áramkör adott részén. 
Jelölése Európában: , Amerikában: .
Az elektromos ellenállás jele R (resistor), mértékegysége az ohm (Ω).
{\displaystyle 1\Omega ={\frac {1{\text{ V}}}{1{\text{ A}}}}={\frac {1{\text{ W}}}{1{\text{ A}}^{2}}}}

## Felhasznált anyagok
Az ellenállások alapanyaga szén és fém vegyületek; ötvözetek. Jellemzőek a tömör anyagú és a huzalellenállások. Használt hordozó anyagok: műanyag és kerámia.

## Gyártási technológiák
A használatos ellenállások anyagától, alakjától és jellegétől függően huzal és rétegellenállásokat különböztetünk meg. Utóbbiak szén és fémréteg ellenállásokra osztjuk. Az ellenállás alapanyagot hőálló, többnyire rúd alakú szigetelőtestre viszik fel. Az ellenállásokat nedvesség és más károsodás ellen megfelelő védőréteggel vonják be.

### Huzalellenállás
Általában kerámiatest hordozza az ellenálláshuzalból készült tekercselést. Egysoros, nagy menetemelkedésű ellenállásoknál a kellő szigetelést lakkbevonattal, vagy felületi oxidréteggel érik el. Nagyobb ellenállásértékeknél szigetelt ellenálláshuzalt (például manganin) használnak. Nagyáramú ellenállásokhoz a szokásos kerek huzalok helyett lapos, szögletes huzalt használnak azért, hogy a tekercsteret jobban kihasználják. A huzal kezdetén és végén a csatlakozást lehet forrasztani, hegeszteni, préselni vagy csavarozni. Az ellenállások felhasználásához illeszkedve különböző kapcsolásokban eltérő kivezetési módok közül választhatunk:
- forrasztófüles,
- bilincses,
- huzalos kivezetés sapkával, vagy anélkül.

Az ellenállások tekercselésének induktivitása is van. Az unifiláris (egyszálas) tekercselésű ellenállások induktivitása akár 10 mH is lehet. Speciális módszerekkel, például bifiláris (kétszálú) tekercseléssel, vagy Meander alakú kivitellel (öntött ellenállás) olyan kis induktivitást lehet elérni, hogy ezek nagyfrekvenciás áramkörben is alkalmazhatók.

### Rétegellenállások
Az ellenállásanyagot vákuumban elgőzölögtetik, és összefüggő rétegben lecsapódik a kerámiatestre. Az anyag fajtája szerint az ellenállás szénréteg, fémréteg, nemesfémréteg (EMS) kivitelű lehet. Az előbbi felgőzölő eljáráson kívül a rétegmártogatással vagy beégetéssel is előállítható. A fém tiszta nikkel vagy króm-nikkel ötvözet. Kis ellenállásérték gyártásakor az érték a megfelelő rétegvastagsággal beállítható. A rétegvastagság kb. 10 nm - 10 μm között lehet. Az így készült ellenállások nagy induktivitásuk miatt nagyfrekvenciás körben nem használhatók. E célra hosszanti hornyokat és/vagy meander alakú kereszthornyokat köszörülnek, vagy lézerrel kiégetnek.

### Miniatűr fémréteg ellenállások
Sík alaplemezre olyan meghatározott alakú fémréteget visznek fel, amelynek ellenállásértéke a megkívánt értékű. Az alkalmazott eljárás alapján vékony és vastagfilm technika különböztethető meg.

## Felosztása a működés alapján
- Állandó értékű
  - Tömör
  - Réteg
  - Huzal
  - Fénykibocsátó (izzólámpa)
- Változtatható értékű (potenciométer)
  - Réteg
  - Huzal
- Változó értékű
  - Fényfüggő: fotoellenállás
  - Áramerősség-függő: olvadóbiztosító
  - Feszültségfüggő: varisztor
  - Hőmérsékletfüggő: termisztor
    - Pozitív hőfoktényezőjű: PTK vagy PTC-ellenállás (hőmérséklet növekedésnél nő az ellenállása) (angolul Positive Temperature Coefficient, PTC)
    - Negatív hőfoktényezőjű: NTK vagy NTC-ellenállás (hőmérséklet csökkenésnél nő az ellenállása) (angolul Negative Temperature Coefficient, NTC)

  - Alakváltozás függő: nyúlásmérő bélyeg (Mérendő testre ragasztva az ellenállás-változás a mechanikai torzulás mértékével arányosan változik.)

## Minőségi jellemzők
- névleges érték; tűréshatár
- jósági osztály
- terhelhetőség (teljesítmény)
- üzemi hőmérséklet; hőmérsékleti tényező
- üzemi és maximális feszültség
- frekvenciafüggőség (főleg huzalellenállásoknál)
- várható élettartam (a környezeti hatások függvényében)

Az ellenállások kiválasztásakor, amelyeket sokféleképpen gyárthatnak, a követelményekből kell kiindulni. Annak eldöntésére, hogy az a meghatározott követelményeket teljesíti-e, a jellemző adatok adnak alapot. Ezek a DIN vagy IEC (Nemzetközi Elektrotechnikai Bizottság) által szabványosított előírások.
Az ellenállás névleges értéke az az érték amely, 20 °C hőmérsékleten mérhető. Ezt ohm (Ω) értékben adják meg, amelyet rányomtatnak, vagy színgyűrűkkel, illetve színpontokkal kódolva adnak meg.
Az ellenállások gyártásakor az ellenállásértékben meghatározott tűrés, tolerancia megengedett. Az ellenállás tűrését, akár magát a névleges értékét, közvetlenül számmal, vagy kóddal adják meg. A kódolt adatokra az ellenállások és kondenzátorok nemzetközi színkódja érvényes.
A nagy pontosságú etalonként használt ellenállásokat ellenállás-normáliáknak nevezik.

### Terhelhetőség
Az áramot vezető ellenállásban a bevitt energia teljes mértékben hővé alakul. A termikus ellenállás az a hatás, ami a hő leadással szemben áll, értéke erősen függ az ellenállás felületétől. A kisméretű ellenállások a méreteikhez képest vastag kivezető huzalukon át a hő jelentős részét elvezethetik. Ezt a követelményt a terhelhetőségi szabály a DIN 44050 veszi figyelembe. Ezen túlmenően a hőelvezetést javítja az ellenállásnak az áramköri lemeztől való kiemelése.

## Az állandó értékű ellenállások színkódolása

### Négysávos színjel

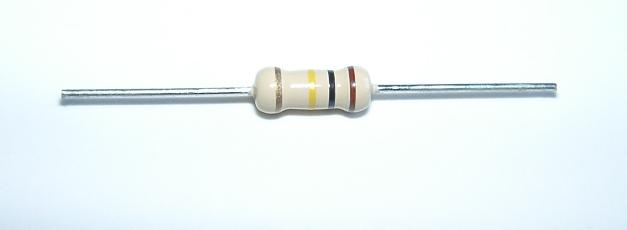
Négysávos színkódolású ellenállás

| Színek  | Értéksáv | Értéksáv | Szorzósáv Ω | Tűréssáv ±% |
| Színek  | 1.gyűrű  | 2.gyűrű  | 3.gyűrű     | 4.gyűrű     |
| ------- | -------- | -------- | ----------- | ----------- |
| Fekete  | -        | 0        | *100        | -           |
| Barna   | 1        | 1        | *101        | ± 1%        |
| Piros   | 2        | 2        | *10²        | ± 2%        |
| Narancs | 3        | 3        | *10³        | -           |
| Sárga   | 4        | 4        | *104        | -           |
| Zöld    | 5        | 5        | *105        | ± 0,5%      |
| Kék     | 6        | 6        | *106        | -           |
| Lila    | 7        | 7        | *107        | -           |
| Szürke  | 8        | 8        | *108        | -           |
| Fehér   | 9        | 9        | *109        | -           |
| Arany   | -        | -        | *10−1       | ± 5%        |
| Ezüst   | -        | -        | *10−2       | ± 10%       |
| nincs   | -        | -        | -           | ± 20%       |

### Ötsávos színjel

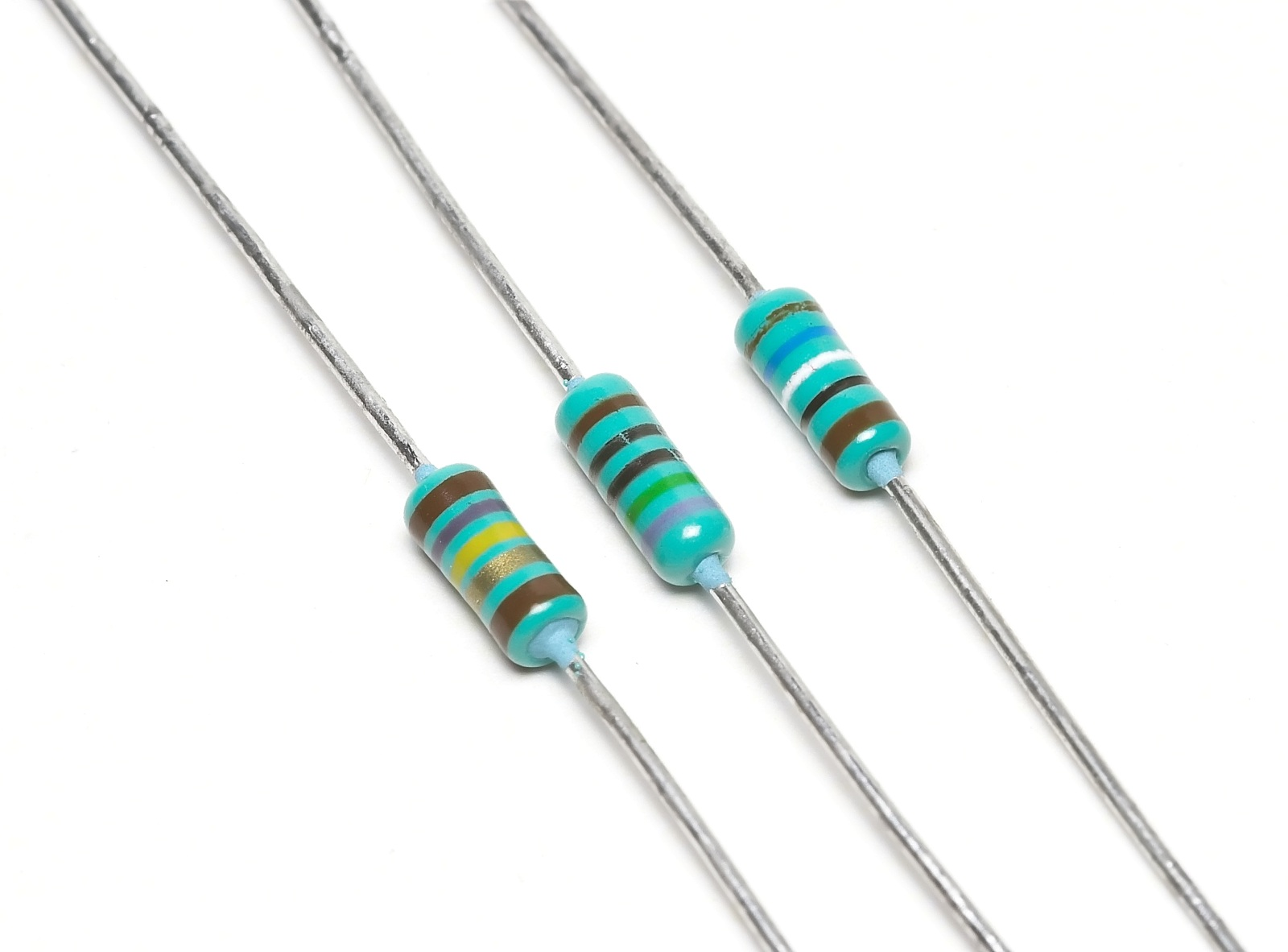
Ötsávos színkódolású ellenállások

| Színek  | Értéksáv | Értéksáv | Értéksáv | Szorzósáv Ω | Tűréssáv ±% |
| Színek  | 1.gyűrű  | 2.gyűrű  | 3.gyűrű  | 4.gyűrű     | 5.gyűrű     |
| ------- | -------- | -------- | -------- | ----------- | ----------- |
| Fekete  | -        | 0        | 0        | *100        |             |
| Barna   | 1        | 1        | 1        | *101        | ± 1%        |
| Piros   | 2        | 2        | 2        | *10²        | ± 2%        |
| Narancs | 3        | 3        | 3        | *10³        |             |
| Sárga   | 4        | 4        | 4        | *104        |             |
| Zöld    | 5        | 5        | 5        | *105        | ± 0,5%      |
| Kék     | 6        | 6        | 6        | *106        | ± 0,25%     |
| Lila    | 7        | 7        | 7        | *107        | ± 0,1%      |
| Szürke  | 8        | 8        | 8        | *108        |             |
| Fehér   | 9        | 9        | 9        | *109        |             |
| Arany   | -        | -        | -        | *10−1       |             |
| Ezüst   | -        | -        | -        | *10−2       |             |